# Greuville
Greuville é uma comuna francesa na região administrativa da Normandia, no departamento de Sena Marítimo. Estende-se por uma área de 2,96 km². Em 2010 a comuna tinha 382 habitantes (densidade: 129,1 hab./km²).